# Niv Adiri
Niv Adiri (Kfar Vitkin) é um sonoplasta israelita. Venceu o Oscar de melhor mixagem de som na edição de 2014 por Gravity, ao lado de Skip Lievsay, Christopher Benstead e Chris Munro.